# Tōyako

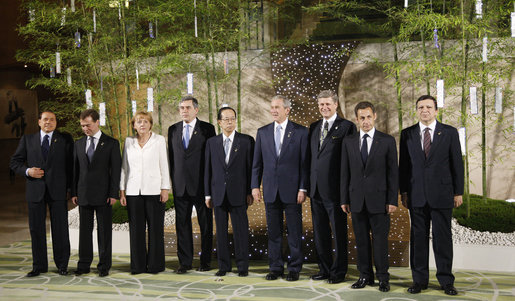
Foto di gruppo dei leader del G8 a Tōyako, in Giappone, scattata il 7 luglio 2008.

Tōyako (洞爺湖町?) è una cittadina giapponese della prefettura di Hokkaidō.